# Ambasmestas
Ambasmestas és una localitat del municipi de Vega de Valcarce a la comarca del Bierzo, província de Lleó, Comunitat Autònoma de Castella i Lleó, Espanya.
Està situada en el camí de Sant Jaume i era lloc de pas de l'antiga Nacional VI Madrid-La Corunya. Els seus termes limiten amb els pobles de Vega de Valcarce (capital municipal), La Portela de Valcarce i Soto Gayoso.
El seu nom oficial, en gallec, en la seva traducció al castellà, pot concloure's com a barreja d'aigües, similar a altres pobles anomenats "Ambasaguas" en confluir en les seves bogues les aigües dels rius Valcarce i Balboa. L'església de la localitat està dedicada a Sant Pere L'Apostol. Els seus termes limiten amb els pobles de Vega de Valcarce (capital municipal), La Portela de Valcarce i Soto Gayoso. Té com un màxim de 40 persones que viuen allà però sol haver més gent a l'estiu.